# Fritz von Opel
Fritz Adam Hermann Opel (Rüsselsheim am Main, 4 maggio 1899 – Samedan, 8 aprile 1971) è stato un ingegnere, aviatore e progettista tedesco, figlio unico di Wilhelm von Opel e nipote di Adam Opel, fondatore dell'omonima azienda, è noto principalmente per i suoi esperimenti pioneristici sui razzi a propulsione che gli valsero il soprannome di "Rocket Fritz".

## Biografia

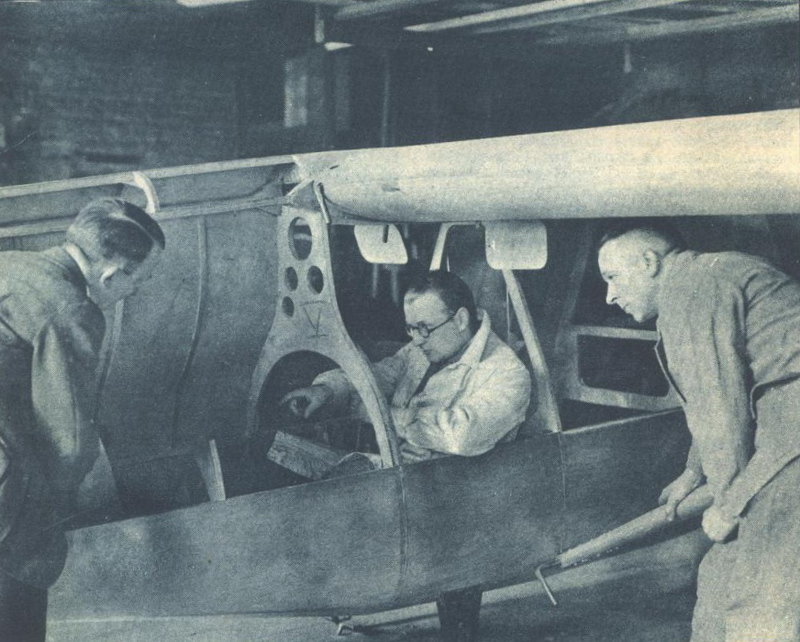
Fritz su un Opel RAK

Nata a Rüsselsheim, studiò presso l'università tecnica di Darmstadt. Dopo la laurea, fu nominato direttore dei test dell'azienda Opel e si occupò anche del ramo pubblicitario. Negli anni 20, si interessò all'utilizzo dei razzi e chiese consiglio a Max Valier della Verein für Raumschiffahrt (VfR - "Spaceflight Society") e Friedrich Wilhelm Sander, un produttore di articoli pirotecnici di Bremerhaven.
Il 15 marzo 1928, Opel testò la sua prima vettura alimentata a razzo la Opel RAK.1, che raggiunse una velocità massima di 75 km/h, dimostrando la fattibilità del concetto di propulsione a razzi. Meno di due mesi dopo, raggiunse la velocità di 230 km/h con la Opel RAK.2, dotata di 24 razzi alimentati da combustibile solido.

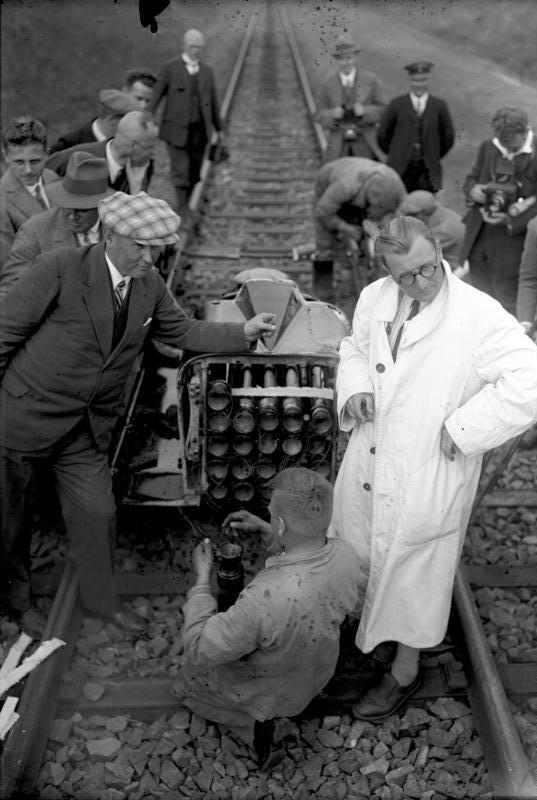
Sulla destra Fritz Opel nel 1928 mentre testa su una rotaia la propulsione a razzi

Più tardi nello stesso anno, acquistò l'aliante chiamato "Lippisch Ente" da Alexander Lippisch a cui l'11 giugno vi attaccò dei razzi, creando il primo aereo a razzo al mondo. L'aereo esplose nel secondo volo di prova, prima che Opel avesse avuto la possibilità di pilotarlo. Quindi commissionò un nuovo aereo da Julius Hatry e lo fece volare a Francoforte sul Meno il 30 settembre 1929.
Sempre nel 1928, Opel costruì e testò una moto alimentata a razzi chiamata Monster. Opel lasciò l'azienda di famiglia e la Germania dopo il 1929.
Il 25 aprile 1940 fu arrestato sulla nave da crociera italiana Conte di Savoia dalle autorità britanniche a Gibilterra. Dopo essere stato detenuto a Gibilterra per 16 giorni, gli fu concesso il permesso di andare negli Stati Uniti.
Nel 1947 sposò Emita Herrán Olózaga, dal quale matrimonio nacque nello stesso anno Rikky von Opel, noto pilota di Formula Uno.
Morì a Samedan in Svizzera nel 1971.